# Ageltrude
Ageltrude  (? - 27 augustus 923) was een dochter Adelchis van Benevento en van Adeltrude. Zij was gehuwd met keizer Guido van Spoleto.
In 894 trok zij met haar zoon Lambert van Spoleto om hem te laten bevestigen als keizer door paus Formosus, die evenwel een aanhanger was van Arnulf van Karinthië. Toen Arnulf in 896 Rome binnentrok, dienden zij zich te verschuilen. Maar Arnulf kreeg kort daarop een beroerte en paus Formosus overleed. Daarop gebruikte Ageltrude haar invloed om paus Stefanus VI (VII) te laten verkiezen. Het lichaam van paus Formosus werd daarop opgegraven en berecht en veroordeeld en in de Tiber geworpen tijdens de Kadaversynode.